# Chope

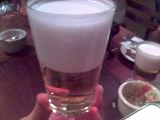
Um copo de chope "meia pressão".

O chope (do alemão Schoppen, "copo de meio litro", pelo francês chope) é como se denomina, no Brasil, a cerveja não pasteurizada, servida a partir de barris sob pressão. Em Portugal recebe o nome de fino ou imperial. A expressão "um chope" representava o modo de pedir a bebida em um recipiente específico de 300 mililitros, mas com o tempo e uso, a expressão passou a ser o conteúdo do copo.

## Brasil

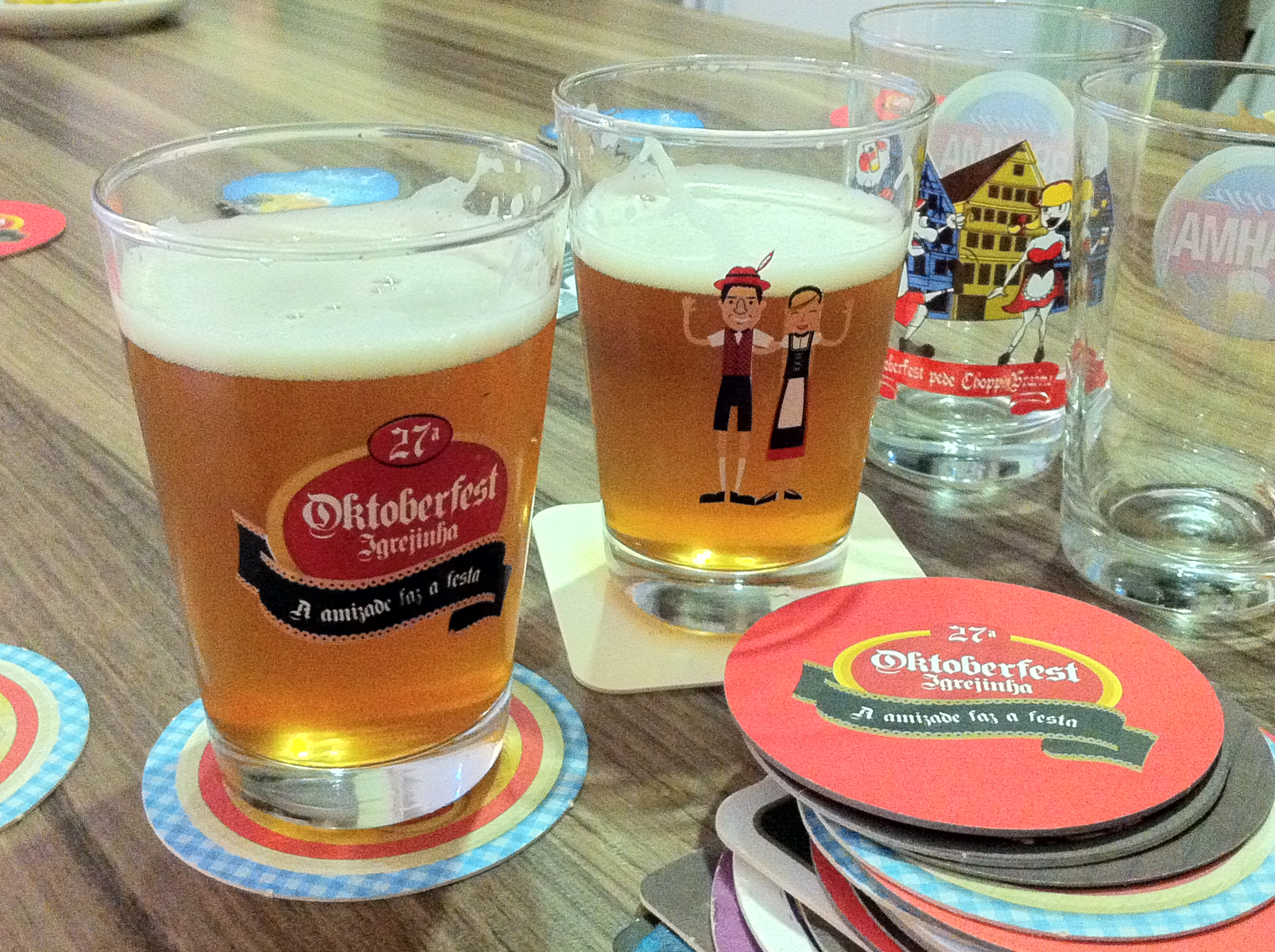
Copos de chope na Oktoberfest de Igrejinha.

No Brasil geralmente é servido bem gelado, assim como a cerveja.
A primeira notícia sobre a comercialização da cerveja no país é um anúncio publicado no Jornal do Commercio, no Rio de Janeiro (RJ), em 27 de outubro de 1836, da Cerveja Brazileira, conhecida por Cerveja Barbante, devido o uso do rudimentar processo de fabricação gerava grande quantidade de gás carbônico na bebida, onde o barbante servia para impedir que a rolha da garrafa saltasse.
Em 1888 o suíço Joseph Villiger fundou a Manufactura de Cerveja Brahma Villiger & Companhia, lançando comercialmente a marca Brahma, na cidade de Porto Alegre (Rio Grande do Sul) As antigas instalações da empresa atualmente são parte do complexo onde está instalado o Shopping Total, na mesma cidade.

## Portugal

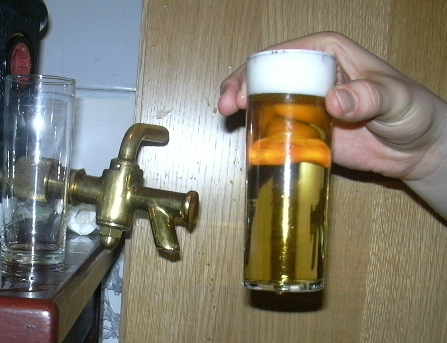
Uma "imperial" acabada de tirar directamente para o copo.

Uma imperial (no Centro e Sul do país e na Madeira) ou um fino (no Norte, nos Açores e nalgumas zonas do Centro de Portugal) é uma cerveja servida sob pressão num copo fino e alto. A cerveja em copos finos tem origem em Coimbra, Portugal, quando a cerveja de pressão era ainda servida em copos largos (como canecas) até que, os estudantes começaram a pedir cervejas em copos altos e finos, daí o nome.[carece de fontes?]
No começo do século XX, a principal produtora de cerveja em Portugal, era a Fábrica Germânica, que foi a primeira a vender cerveja de pressão. A cerveja apresentava no rótulo uma águia negra, associada à Alemanha Imperial. A águia imperial foi substituída em 1914 para evitar manifestações contra a fábrica, mas o nome imperial já estava enraizado. Nacionalizada duranta a I Guerra Mundial, a fábrica é hoje conhecida como Portugália.

## Colarinho
O chamado "colarinho" ou "gravata" é uma camada de espuma que é considerada um importante componente da bebida, devendo, segundo especialistas, ter de um a três dedos de acordo com o estilo da cerveja , de maneira que ela sirva como barreira para reter alguns compostos que lhe dão identidade, tais como óleos do lúpulo, todos os tipos de subprodutos gerados na fermentação pela levedura, como o álcool, e ésteres frutados, especiarias ou outras adições,.  Entre as outras propriedades, acredita-se, também, que ajuda a evitar que a cerveja esquente rapidamente.

## Benefícios da bebida
O chope tem pouca gordura e açúcar, com colesterol zero e fibras alimentares, engorda menos do que o vinho devido a sua composição, que contém cevada (malteada). O malte é rico em minerais e vitaminas, especialmente B6 e B12, onde 500 ml de cerveja suprem cerca de 30% da necessidade média diária das vitaminas. O lúpulo ajudar a prevenir coágulos sanguíneos junto com traços de zinco, cobre e ferro, ajudam com problemas de próstata, em pesquisa do Centro Alemão de Pesquisa do Câncer em Heidelberg; Onde o lúpulo contém uma molécula que protege contra câncer de mama e próstata e, seu amargor pode auxiliar a digestão.
Bebedores moderados de chope após o expediente são menos propensos ao estresse, ajudando a reduzir os sintomas do estresse causado pelo trabalho, resultado de um estudo da Universidade de Montreal. Também reduzem as doenças cardíacas, diminuindo os depósitos de gordura nas paredes dos vasos sanguíneos, e também reduz os níveis de colesterol no sangue, que pode prevenir as doenças cardíacas e estabilizar sua pressão arterial. O estresse devido ao trabalho se encontrava 25% mais baixo do que o dos abstêmios.
A bebida é composta de cerca 95% de água, com relativamente baixo teor alcoólico em relação ao vinho, onde composição iônica ideal da chope também ajuda a prevenir pedras nos rins e vesícula biliar. É também um diurético ajudando a manter o trato urinário aberto e prevenir infecções.